# Marcha de las mujeres (Sudáfrica)

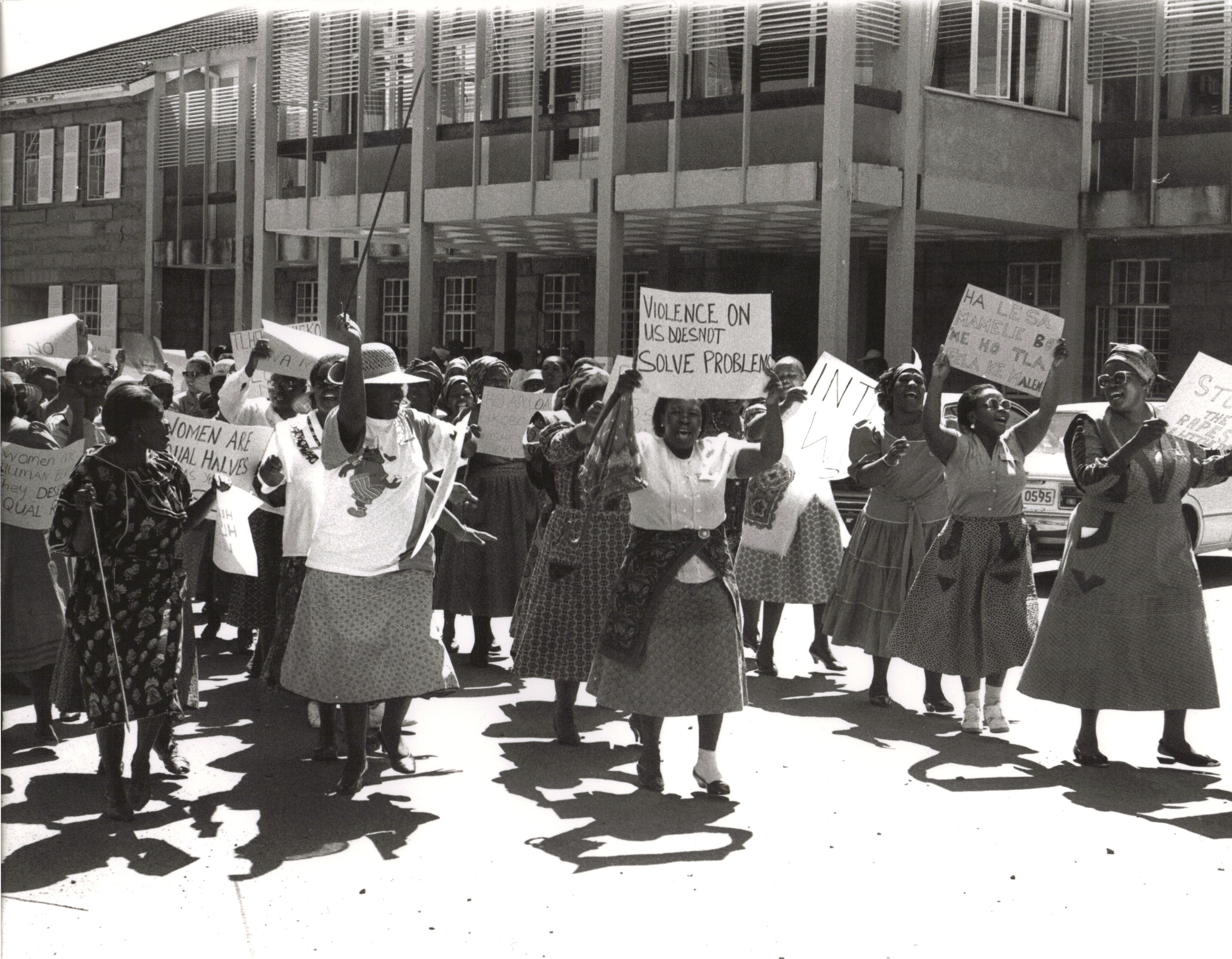
En 1994 se estableció por la Organización de las Naciones Unidas la conmemoración a una protesta de mujeres en 1956 por delitos raciales y de género contra mujeres y niñas de raza negra en Sudáfrica.

La marcha de las mujeres fue una marcha que se realizó el 9 de agosto de 1956 en la ciudad de Pretoria, Sudáfrica. Las participantes protestaban contra la ley de pases introducida en 1952 como parte del sistema de apartheid para las mujeres negras, la marcha incluyó la presentación de un petitorio al entonces primer ministro J.G. Strijdom.

## Antecedentes
La organización que convocó la marcha fue la Federación de Mujeres de Sudáfrica, una organización anti-apartheid de mujeres de diversos sectores incluidas la ANC Women's League con el objetivo de fortalecer la voz de la mujer en el movimiento.: 890  Ellas aportaron a la realización del Congreso del Pueblo en 1955, donde se redactó la Carta de Libertad, al presentar un documento titulado Lo que demandan las mujeres que trataba sobre sus necesidades tales como guarderías para niños, vivienda, educación, igualdad de paga, e iguales derechos que los hombres con respecto a la propiedad, el matrimonio y los derechos de tenencia de los hijos.: 890  Hacia 1956 su centro de atención se había concentrado en protestar contra los pases impuestos sobre las mujeres negras.

## Marcha
La marcha se llevó a cabo el 9 de agosto de 1956 con la participación de unas 20,000 mujeres de todas las razas que desfilaron por Pretoria.: 4  El día escogido para la marcha fue un jueves, el día que tradicionalmente tenían libre las trabajadoras domésticas negras, con el objetivo de asegurar una amplia concurrencia de mujeres.: 4  En la medida que las mujeres iban llegando en tren u otros medios, ellas se dirigían caminando al Union Buildings, el centro del gobierno de Sudáfrica, en pequeños grupos de dos o tres ya que los grupos más grandes estaban prohibidos por las autoridades y se congregaron en los jardines del edificio y en el anfiteatro.: 4  Encabezando la marcha estaban Lilian Ngoyi, Helen Joseph, Albertina Sisulu y Sophia Williams-De Bruyn.
Una representante de cada grupo de raza en Sudáfrica llevó 14,000 peticiones para ser presentadas al primer ministro J.G. Strijdom.: 4  El primer ministro no estaba disponible, se encontraba en otro sitio para evitar aceptar un petitorio de un grupo multicultural de mujeres, por lo que el petitorio fue recibido por su secretario.: 4 
Luego ellas estuvieron paradas por treinta minutos en silencio antes de cantar "Nkosi Sikelel' iAfrika" y luego cantaron el canto de libertad de la mujer llamado "Wathint' abafazi, Strijdom!"

wathint' abafazi,
wathint' imbokodo,
uza kufa
[Cuando] golpeas a las mujeres
golpeas una roca,
tú serás aplastado [tú morirás]
Llamada de convocatoria para las mujeres.: 4 

## Participantes destacadas
- Frances Baard[5]
- Bertha Gxowa[6]
- Helen Joseph[7]
- Fatima Meer[5]
- Florence Mkhize (una de las organizadoras)[5]
- Rahima Moosa[8]
- Rita Ndzanga[9]
- Lilian Ngoyi[10]: 83
- Albertina Sisulu[6]
- Sophia Williams-De Bruyn[9]
- Annie Peters[6]
- Nosipho Dastile[11]